# 18. arrondissement i Paris
18. arrondissement i Paris er et af Paris' 20 arrondissementer og er placeret på højre Seinebred. Det kaldes også arrondissement de la Butte-Montmartre.

## Geografi

### Bykvarterer
Arrondissementet er delt i fire bykvarterer:
- Grandes-Carrières
- Clignancourt
- Goutte-d'Or
- Chapelle

## Demografi

### Befolkningsudvikling
| År   | Befolkning |
| ---- | ---------- |
| 1954 | 266.674    |
| 1962 | 256.561    |
| 1968 | 236.735    |
| 1975 | 209.000    |
| 1982 | 187.760    |
| 1990 | 187.744    |
| 1999 | 184.581    |